# حديقة حيوان موسكو
حديقة حيوان موسكو (بالروسية: Московский зоопарк) هي واحدة من أكبر واقدم حدائق الحيوان في روسيا.
تقع في المنطقة الإدارية المركزية من موسكو، قريبا من محطة ميترو "باريكادنايا". اما المدخل المركزي للحديقة فتقع على تقاطع شارع "
كراسنايا بريسنيا" مع شارع "بولشايا غروزينسكايا".

## التاريخ
تأسست عام 1864 بمبادرة من بعض اساتذة جامعة موسكو والجمعية الإمبراطورية لتكييف الحيوانات والنباتات.
كان الهدف من تأسيس الحديقة هو الحفاظ على الحيوانات والتعريف بها واجراء البحوث العلمية. وكانت الحديقة تحتوي عند تأسيسها على 134 من الحيوانات الأليفة و153 من الحيوانات البرية والطيور و7 زواحف. وكان هدف اصحاب فكرة إنشاء الحديقة قبل كل شيء تعريف المواطنين بالحيوانات التي تعيش في روسيا مثل الدببة والذئاب والثعالب والقوارض المختلفة إضافة إلى الطيور.
تضررت حديقة الحيوانات كثيرا خلال الاضطرابات التي شهدتها روسيا في الفترة المحصورة بين اعوام 1905 – 1917 حيث انهارت بعض اجنحتها واحترقت مكتبتها وغير ذلك من الاضرار. بعد ثورة أكتوبر، في عام 1919 أممت الحكومة البلشفية حديقة الحيوانات وضوعفت مساحتها وازداد عدد الحيوانات الموجودة فيها، كما شكلت لجان للبحوث العلمية وانشئت المختبرات العلمية واسس مركز الطب البيطري وخصصت الحكومة مبالغ اضافية لاستمرار نشاط الحديقة.
بدأت آخر ترميمات وعمليات صيانة شاملة على مباني الحديقة واجنحتها عام 1990 وانجزت عام 1997 على شرف الذكرى الـ 850 لتأسيس موسكو.

## اليوم
تحتوي الحديقة حاليا أكثر على 8500 حيوان يمثلون أكثر من 1000 نوع.
تنظم في الحديقة رحلات علمية دورية لطلاب المدارس والجامعات كما تلقى المحاضرات العلمية إضافة لذلك تشارك حديقة الحيوانات في موسكو بعدد كبير من البرامج الدولية الخاصة بالحفاظ على الأنواع وتنميتها وتكاثرها. كما أنها تقوم بمبادلة الحيوانات مع حدائق الحيوانات في البلدان الأخرى.
تفتح حديقة الحيوانات ابوابها للزوار كل يوم من الساعة العاشرة صباحا وحتى الخامسة عصرا ماعدا يوم الاثنين الذي هو عطلة رسمية للعاملين فيها. وتحتوي حديقة حيوانات موسكو على مساحات خضراء واسعة تمتلئ بالنباتات والزهور، وبها عدد كبير من المقاعد للجلوس والتي تجعل من جولة السياحة في موسكو مُمتعة بشكل كبير، ويُمكنك استخدام أي منها والتمتع بقليل من، الهدوء والاسترخاء في الهواء الطلق المنعش، كما يمكنكم اصطحاب أطفالكم للتجول في الحديقة والتعرف على الحيوانات وبيئاتها الأصلية وأهم المعلومات الخاصة بطبيعتها داخل الأقفاص أو في الخارج ومشاهدتها عن قرب.

## المعرض

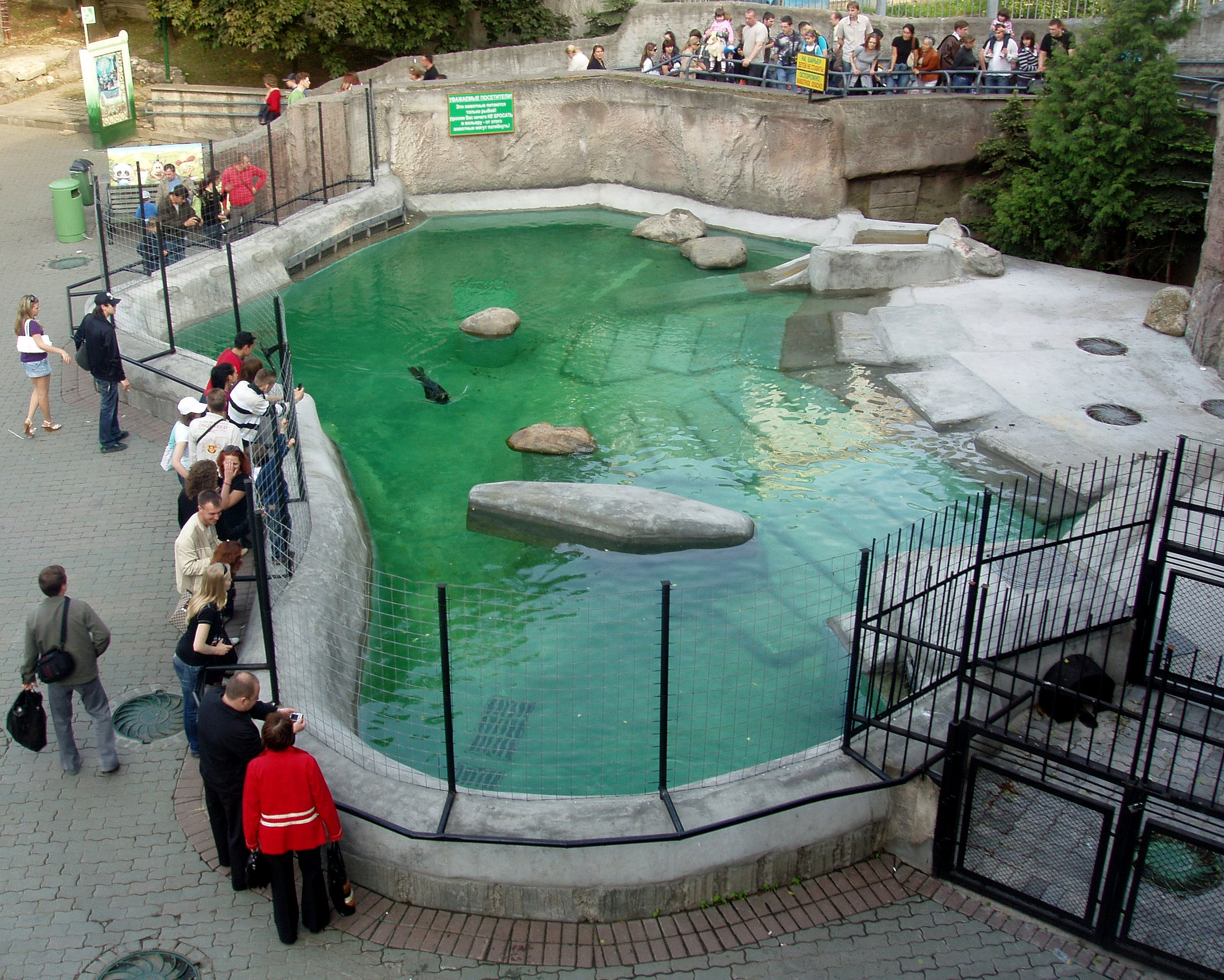
بركة عجول البحر
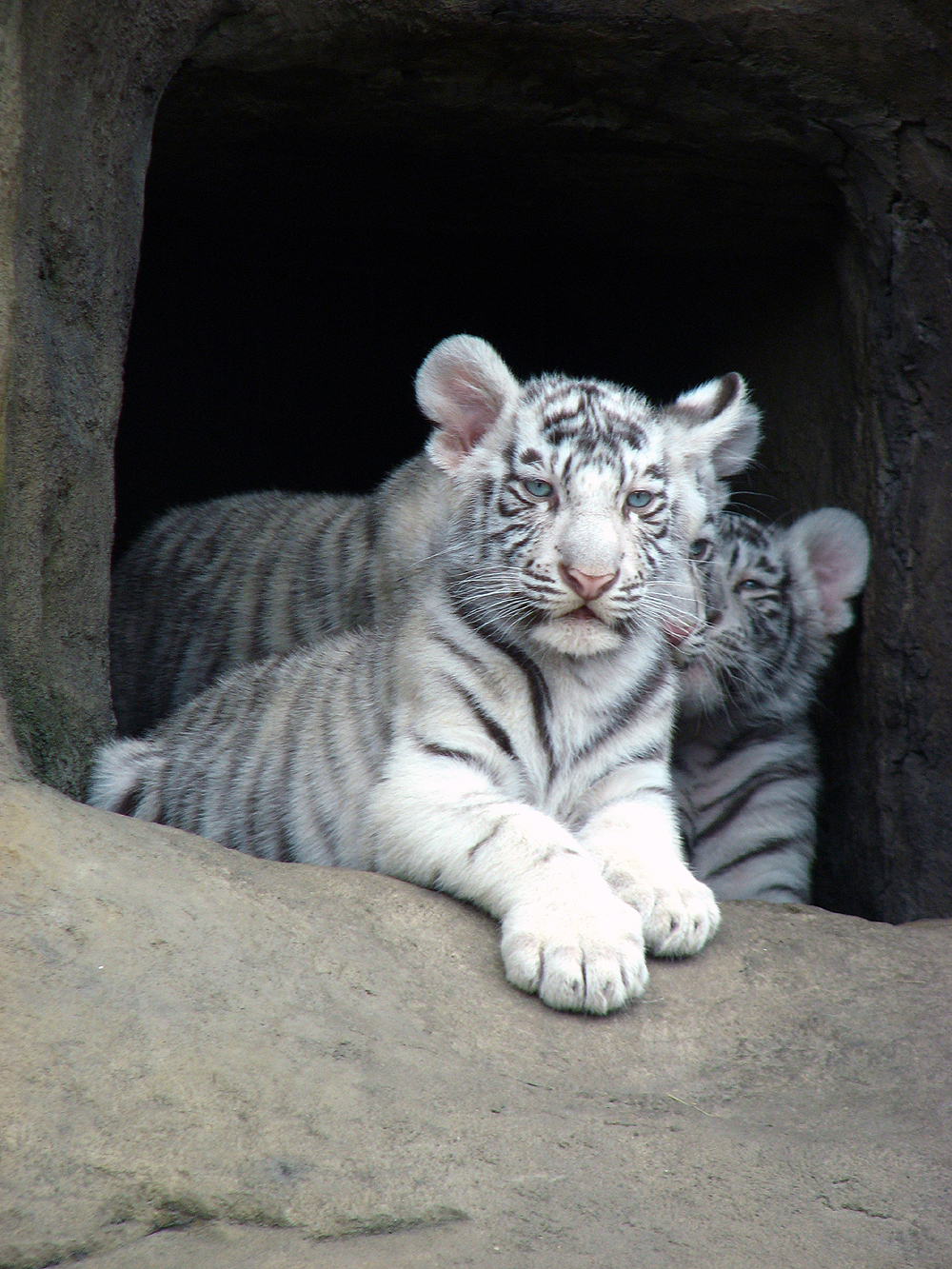
صغير الببر الأبيض
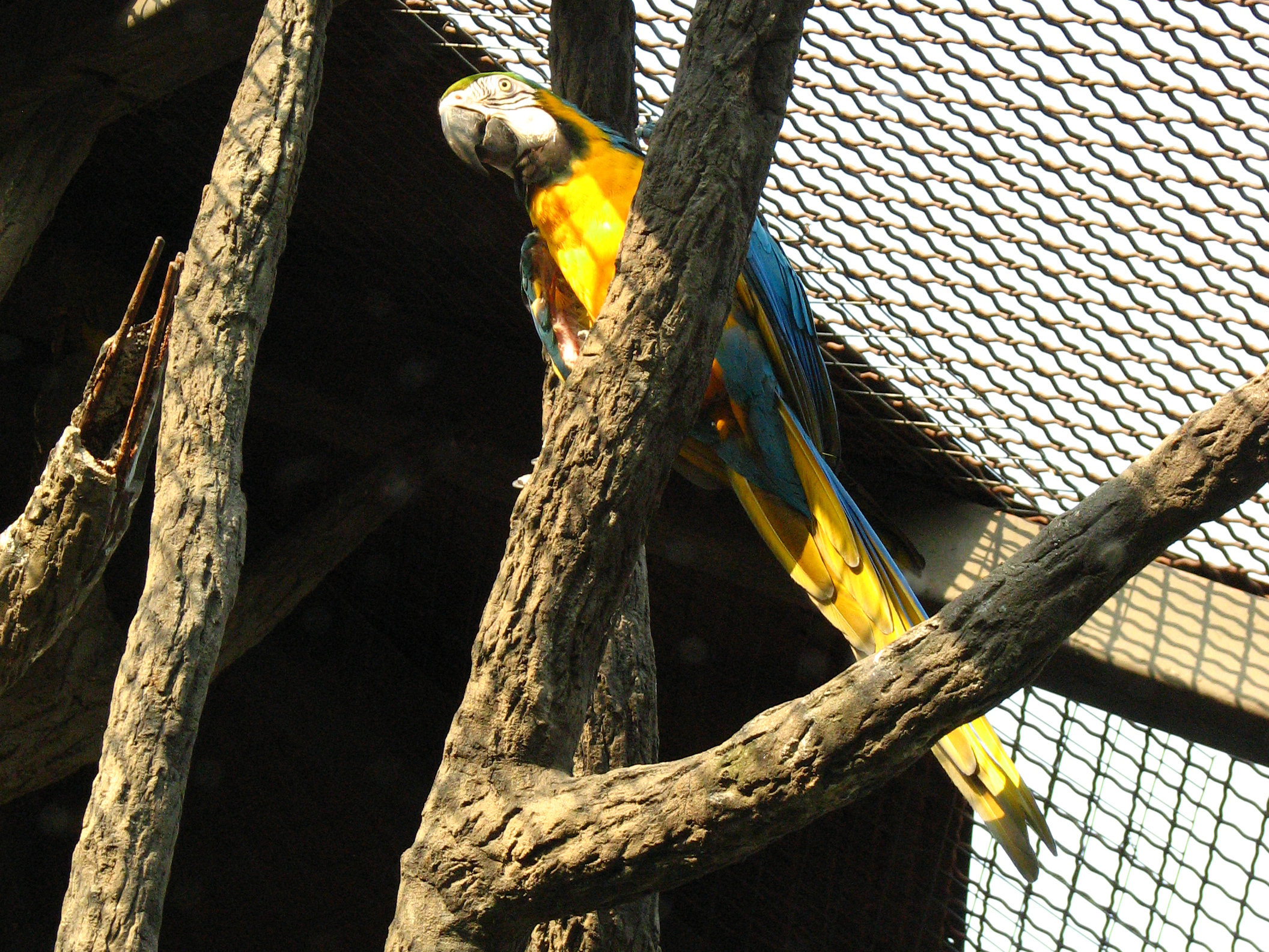
مكاو أزرق أصفر
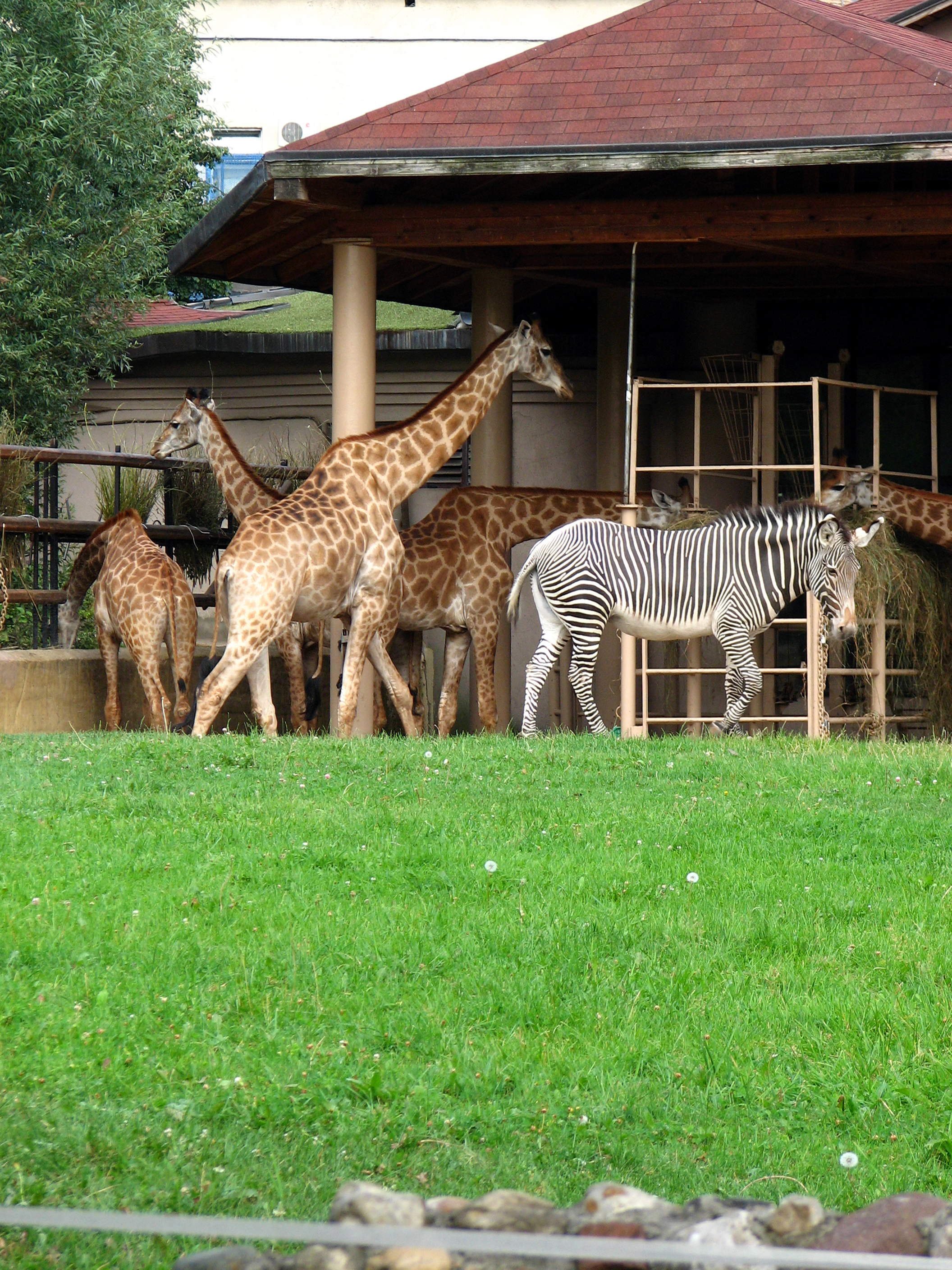
الزرافات وحمار الزرد

## الوصلات الخارجية
- الموقع الرسمي لحديقة الحيوانات في موسكو(بالروسية)
- الموقع الرسمي لحديقة الحيوانات في موسكو(بالإنجليزية)
- حديقة حيوان موسكو على يوتيوب